# Балка Басанська
Балка Басанська — річка в Україні, у Нікопольському районі Дніпропетровської області. Ліва притока Томаківки (басейн Дніпра).

## Опис
Довжина річки 23 км, похил річки — 3,0 м/км. Площа басейну 109 км². Місцями пересихає.

## Розташування
Бере початок на південно-західній стороні від Ганнівки. Спочатку тече на північний захід через Жмерине, потім переважно на південний захід і біля села Зоря впадає у річку Томаківку, праву притоку Дніпра.
Населені пункти вздовж берегової смуги: Садове, Запорізьке, Новий Мир.
Річку перетинають автошляхи Т 0420 Н23